# Mark Stone (hockey sobre hielo)
Mark Stone (Winnipeg, Manitoba, 13 de mayo de 1992), apodado Expressive Mark Stone o Stoner, es un jugador profesional canadiense de hockey sobre hielo que se desempeña en la posición de extremo derecho en Vegas Golden Knights, equipo de la National Hockey League (NHL).

## Carrera
Fue seleccionado en la sexta ronda en la NHL Entry Draft de 2010. En 2011 hizo su debut profesional con el equipo Ottawa Senators, en el cual jugó ocho temporadas (2011-2018), después pasó a Vegas Golden Knights, donde lleva jugando seis temporadas.